# Josef Abu-Eesa
Josef Abu-Eesa (født 28. august 1975 i København) er en dansk atlet. Han var medlem af Frederiksberg IF (-2005) og nu i Københavns IF (2006-). 
Han var på 4 x 100 meter landsholdet i Europa cupen 2005, 2007 og 2008.
Abu-Eesa medvirkende 2005 som statist i spillefilmen Pusher III af Nicolas Winding Refn.
Abu-Eesa er født i Danmark men fik først dansk indfødsret 6. juni 1991.

## Bedste resultat
- 100 meter: 10,70 2007

## Ekstern henvisning
1. ↑  Lov om indfødsrets meddelelse - retsinformation.dk

- Artiklen har ingen egenskaber for sportsdatabaser i Wikidata
- Statletik-profil (Webside ikke længere tilgængelig)

| Sport | Spire Denne artikel om sport er en spire som bør udbygges. Du er velkommen til at hjælpe Wikipedia ved at udvide den. |

|  | Artiklen om Josef Abu-Eesa kan blive bedre, hvis der indsættes et (bedre) billede Du kan hjælpe ved at afsøge Wikimedia Commons for et passende billede eller uploade et godt billede til Wikimedia Commons iht. de tilladte licenser og indsætte det i artiklen. |